# Клопов, Анатолий Алексеевич
Анатолий Алексеевич Клопов (13 март 1841—1927) — советник императора Николая II, дворянин, экономист и государственный служащий (коллежский асессор) Российской Империи конца XIX — начала XX века.
Экономический анализ ситуации в Российской Империи Анатолия Клопова оказал влияние на деятельность Министерства финансов, а также на правления железных дорог России при рассмотрении экономических вопросов и разработке тарифной политики.
Соавтор (совместно с Яковом Васильевичем Глинкой) составленной в марте 1916 года записки для императора Николая II, призывавшей к введению ответственного перед Думой министерства. Записка, под авторством А. А. Клопова, была представлена императору в октябре 1916 года.
По слухам именно А. А. Клопов является автором или соавтором проекта манифеста «О полной конституции русскому народу», который 1 марта 1917 года подписали великие князья Михаил Александрович, Кирилл Владимирович и Павел Александрович, стремясь сохранить монархию в России. По предварительным планам «Великокняжеский манифест» должен был быть подписан императором.

## Биография
Анатолий Клопов родился в 1841 году в посёлке Чёрмозском завода Соликамского уезда Пермской губернии (ныне город Чёрмоз). Его отцом был Алексей Георгиевич Клопов — служитель, затем поверенный и управляющий у заводчиков Лазаревых. Мать — Мария Яковлевна — дочь коллежского регистратора Якова Васильевича Щепетова (бракосочетание состоялось 7.07.1826 г.). Окончил физико-математический факультет Московского университета. С 1865 служил учителем в Варшавских Гимназиях, затем был домашним воспитателем.
С 1872 работал в Министерстве путей сообщения, где занимался железнодорожной статистикой.
В 1876 году А. А. Клопов получил гражданский чин титулярный советник (IX класса, соответствовал штабс-капитану пехоты или лейтенанту военного флота). Вероятно, в том же году, получил дворянский титул и право на имение, ввиду того, что с 1845 года все титулярные советники получали личное дворянство.
Интерес к сбору сведений об экономической жизни родины побудил его заняться собственными исследованиями.
В 1881 покинул службу, оставаясь причисленным к министерству, и занимался статистическими исследованиями хлебной торговли и др. в различных местностях России, заручившись поддержкой министров финансов и государственных имуществ. Анатолий Алексеевич побывал в губерниях центральной и южной России, а также Юго-Западного края, изучал на местах хлебную и мукомольную промышленность .
За полтора десятка лет Клопов объехал огромную территорию, увидел Российскую империю такой, какой она была в действительности, а не представлялась из кабинетов столичных чиновников.
В 1898 году великий князь Александр Михайлович, заинтересовавшийся трудами статистика, представил его императору Николаю II.
4 (16) июня 1898 года состоялась встреча и беседа Николая II с земским статистиком А. А. Клоповым, ставшим постоянным корреспондентом императора .
По поручению Николая II с 1898 Клопов исполнял статистические исследования причин неурожаев в России. С этого времени вплоть до февраля 1917 (до Революции) посылал письма и записки по различным вопросам непосредственно императору, выступая, таким образом, в качестве его негласного советника.
В переписке Клопов уведомляет императора о положении дел в крупных городах и глубинке. Круг тем, который Анатолий Алексеевич рассматривает в своих письмах : реформа средней школы, крестьянское безземелье, деятельность земств, студенческие волнения, трудности рабочего класса.
Клопов А. И. обосновывает необходимость реформирования российского общества, дает характеристики министрам, крестьянам, учителям. «Я желаю знать полную правду»,— эти слова Николая II были для Клопова руководством к действию на протяжении почти двух десятилетий.
Император оценил труд Клопова: назначил ему персональную пенсию и выделил средства на покупку имения в Новгородской губернии в 1900 году. Нередко царь и «советник» встречались и подолгу беседовали. Последний министр иностранных дел Российской империи Н. Н. Покровский вспоминал: «Государь и Клопов курили, и Клопов, со свойственной ему беспорядочностью мысли и горячностью, говорил ему вещи, совершенно не похожие на то, что он привык слышать от окружающих». Имение площадью 50 десятин, впоследствии названное Анатолиевка было выделено в Пельгорской волости из пустоши Чудля, вблизи станции Любань (ныне Тосненский р-н).
Тем не менее, практических результатов ни доклады Клопова, ни личные аудиенции императора с ним не имели. Николай II продолжал следовать «прежнему курсу». Вероятно, поэтому к искреннему «правдорубу» Клопову в придворных кругах относились с иронией, его словам не придавали серьёзного значения. Упомянутый выше Покровский отмечал: «Существование Клопова доказывает, по-моему, что у государя было в душе стремление вырваться из круга обычных докладов и разговоров и вздохнуть другим воздухом. Конечно, Клопов был личность слишком ничтожная, чтобы иметь серьёзное влияние».
Примечательно, что и сам А. А. Клопов, будучи человеком достаточно умным, понимал, что не имеет реального влияния на императора. В одном из писем великому князю Михаилу Александровичу он замечал: «Я мало, очень мало верю в свою миссию, но употребляю все усилия, чтобы быть полезным. Не наше дело рассуждать, что из этого будет, когда идет речь о спасении Родины».
В начале 1917 года Анатолий Алексеевич пытался убедить Николая II в том, что Российская Империя стоит на пороге катастрофы. В своём письме он пишет: «Вы разошлись с Россией, как никогда ещё не было, — писал он царю за месяц до февральских событий. — Правительство, Вами поставленное точно с нарочной целью кинуть вызов стране, разошлось и с Думой, и с Государственным советом, и с земствами, и с городами. Даже дворянство разошлось с правительством, а следовательно, и с Вами! Как страна может понять Вас, когда Вы идете против страны, не даете ей действовать и выявлять свою волю?..».
Клопов убеждал императора назначить премьер-министром известного князя Георгия Евгеньевича Львова, пользовавшегося в тот момент широкой популярностью, авторитетом и уважением. Анатолий Алексеевич считал, что князь Львов сможет создать правительство из известных общественных и государственных деятелей. После чего, по его мнению, Николаю II следовало немедленно созвать Государственную думу и, приехав на открытие, произнести перед народными избранниками речь о том, что «возврата к старому режиму нет, и отныне страна управляется правительством, ответственным перед царем и народом» (по сути ввести конституционную монархию).
Те же идеи Анатолий Алексеевич высказал царю во время своей последней полуторачасовой беседы с ним, состоявшейся 29 января 1917 года. Через две недели он направил государю письмо, в котором сожалел, что «ответственное правительство» так и не было назначено, и призывал к «единению с Думой, олицетворяющей Россию во всем её многообразии». Это послание было последним.
2 марта 1917 года Николай II вместе с актом о своем отречении от престола подписал указ Сенату о назначении князя Львова председателем Совета министров. Едва ли не впервые император прислушался к мнению своего верного советника А. А. Клопова, но как стало очевидно, уже поздно.
После Февральской революции жил в своем имении — Анатолиевке, в Новгородской губернии, вместе со всей семьей.
С 1920 проживал в Петрограде, где и умер в 1927 году в возрасте 86 лет.

## Семья
Жена — Варвара Павловна Клопова. В семье Клоповых было четверо детей: Ольга, Владимир, Вера, Варвара.
Владимир Анатольевич Клопов (сын Анатолия Алексеевича) — известный художник-пейзажист, работавший и живший в городе Клин в Подмосковье. Его дети Анатолий Владимирович и Ирина Владимировна (внуки А. А. Клопова) — много лет работали преподавателями в Клинской музыкальной школе (ныне детская школа искусств имени П. И. Чайковского) Архивная копия от 2 апреля 2017 на Wayback Machine .

## Общественная и просветительская деятельность
Анатолий Алексеевич не только собирал подробную информацию для императора и правительства о жизни людей и деятельности госструктур в Российской империи на местах, но и принимал участие в общественной жизни и просвещении простого деревенского народа в своем имении Анатолиевка и окрестностях Новгородского уезда (часть территории которого ныне входит в состав Тосненского р-на Ленинградской области). Клопов организовал Добросельское народное общество совместно с художником Ильёй Фёдоровичем Тюменевым, соседом по имению Приволье. Общество принимало участие в строительстве в дер. Доброе Село (ныне не существует, Тосненский р-н) народного дома, школы, фельдшерского пункта. На основе это общества созданного «для поднятия благосостояния местного населения» были организованы народный хор, театральный кружок. Также обществом проводились образовательные экскурсии, собирался фольклор.
В благотворительных взносах на цели добросельского народного общества участвовала не только семья Клоповых и Тюменевых и хозяева соседних имений, но и представители царского дома.

## Оценка деятельности
В 2002 году в Санкт-Петербурге, вышла книга «Тайный советник Императора» с письмами А.А Клопова императору Николаю II за период 1899—1917. Эти письма являются своего рода глубоким анализом общественной жизни в России на рубеже XIX и XX веков.
В 2017 году в январской статье «Личный информатор императора» в газете «Санкт-Петербургские Ведомости» историками Анной и Юрием Манойленко приводится следующая оценка деятельности:
Историкам имя Анатолия Клопова знакомо: в 2002 году его письма Николаю II были изданы отдельной книгой, однако такое впечатление, что его имя прошло мимо широкой публики. Да и в исторических исследованиях редки упоминания о «миссии Клопова». Возможно, из-за того, что про Николая II опубликовано такое огромное количество работ, что сработал «эффект пресыщения».
Фигура Клопова в значительной степени заслонена личностью другого «советчика» — Григория Распутина. К его мнению Николай II действительно прислушивался, принимая решения, а в Клопове видел лишь интересного собеседника. Его разумные и трезвые советы, равно как и объективное видение ситуации в стране, так и остались для царя пустыми словами… В глазах современников Клопов остался наивным чудаком-фантазером, думавшим, что, донеся до императора правду, сможет улучшить положение дел. Эта миссия ему не удалась, и имя его оказалось забытым.